# Rijkspolitie

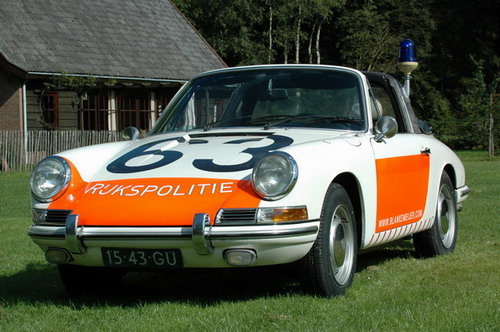
Porsche 912 Targa der Reichspolizei

Die Niederländische Rijkspolitie (deutsch: Reichspolizei) wurde 1945 nach der Remilitarisierung der Königlichen Marechaussee für die Polizeidienste in Gemeinden mit weniger als 25.000 Einwohnern gegründet. Ab 25.000 Einwohner verfügte eine Gemeinde über ein eigenes Korps Gemeindepolizei (Gemeentepolitie).
Neben dem Korps für den Polizeidienst auf dem Lande waren die Wasserpolizei (Waterpolitie), die Flughafenpolizei (auf dem Amsterdamer Flughafen Schiphol) (Luchthavenpolitie) und die Eisenbahnpolizei (Spoorwegpolitie) Einheiten der Reichspolizei.
Die Autobahnabteilung der Reichspolizei war vor allem bekannt, weil sie über Fahrzeuge von Porsche verfügte.
Anfang 1994 wurde die Reichspolizei wegen der Umgestaltung der Niederländischen Polizei aufgehoben und die Einheiten und Aufgaben bei der Regiopolitie, dem Korps Landelijke Politiediensten und der Koninklijke Marechaussee eingegliedert.